# ویلموش کوهوت
ویلموش کوهوت (مجاری: Kohut Vilmos; ۱۷ ژوئیهٔ ۱۹۰۶ – ۱۸ فوریهٔ ۱۹۸۶) بازیکن فوتبال اهل مجارستان بود.
از باشگاه‌هایی که در آن بازی کرده‌است می‌توان به باشگاه فوتبال فرنتس‌واروش، باشگاه فوتبال المپیک مارسی، و باشگاه فوتبال نیم المپیک اشاره کرد.
وی همچنین در تیم ملی فوتبال مجارستان بازی کرده‌است.

## افتخارات
لیگ دسته اول فوتبال مجارستان : ۱۹۲۶، ۱۹۲۷، ۱۹۲۸، ۱۹۳۲
جام حذفی فوتبال مجارستان : ۱۹۲۷، ۱۹۲۸، ۱۹۳۳
لیگ فرانسه : ۱۹۳۷
جام حذفی فوتبال فرانسه : ۱۹۳۸، ۱۹۳۸
جام میتروپا : ۱۹۲۸
جام جهانی فوتبال ۱۹۳۸: دوم